# Ivar Herlitz
Ivar Herlitz, född 17 juni 1894 i Stockholm, död 25 maj 1966 i Veckholms församling, var en svensk elektroingenjör och direktör. Han var son till Karl Herlitz och bror till Nils Herlitz och Ingeborg Herlitz.
Herlitz tog 1917 examen vid Kungliga tekniska högskolan. Han anställdes 1923 vid Asea i Ludvika, disputerade vid KTH 1928 på kraftledningars stabilitet och övergick 1929 till Asea i Västerås, där han från 1951 var direktör vid konstruktionsavdelningen.
Herlitz invaldes 1947 som ledamot av Ingenjörsvetenskapsakademien. Han är begravd på Veckholms kyrkogård.